# Roentgen (pierwiastek)
Roentgen (Rg, łac. roentgenium) – pierwiastek chemiczny z grupy metali przejściowych o liczbie atomowej 111. Jest bardzo nietrwały i nie występuje naturalnie na Ziemi. Czas połowicznego rozpadu jego najstabilniejszego izotopu, 281Rg, wynosi 26 s. Po raz pierwszy został otrzymany w 1994 roku w Instytucie Badań Ciężkich Jonów w Darmstadt w Niemczech. Jego nazwa wywodzi się od nazwiska niemieckiego fizyka, Wilhelma Conrada Röntgena.
W układzie okresowym położony jest w bloku d, siódmym okresie oraz grupie 11. Przypuszcza się, iż ma właściwości podobne do swoich lżejszych pierwiastków homologicznych: miedzi, srebra i złota, aczkolwiek nie zostało to potwierdzone.

## Historia

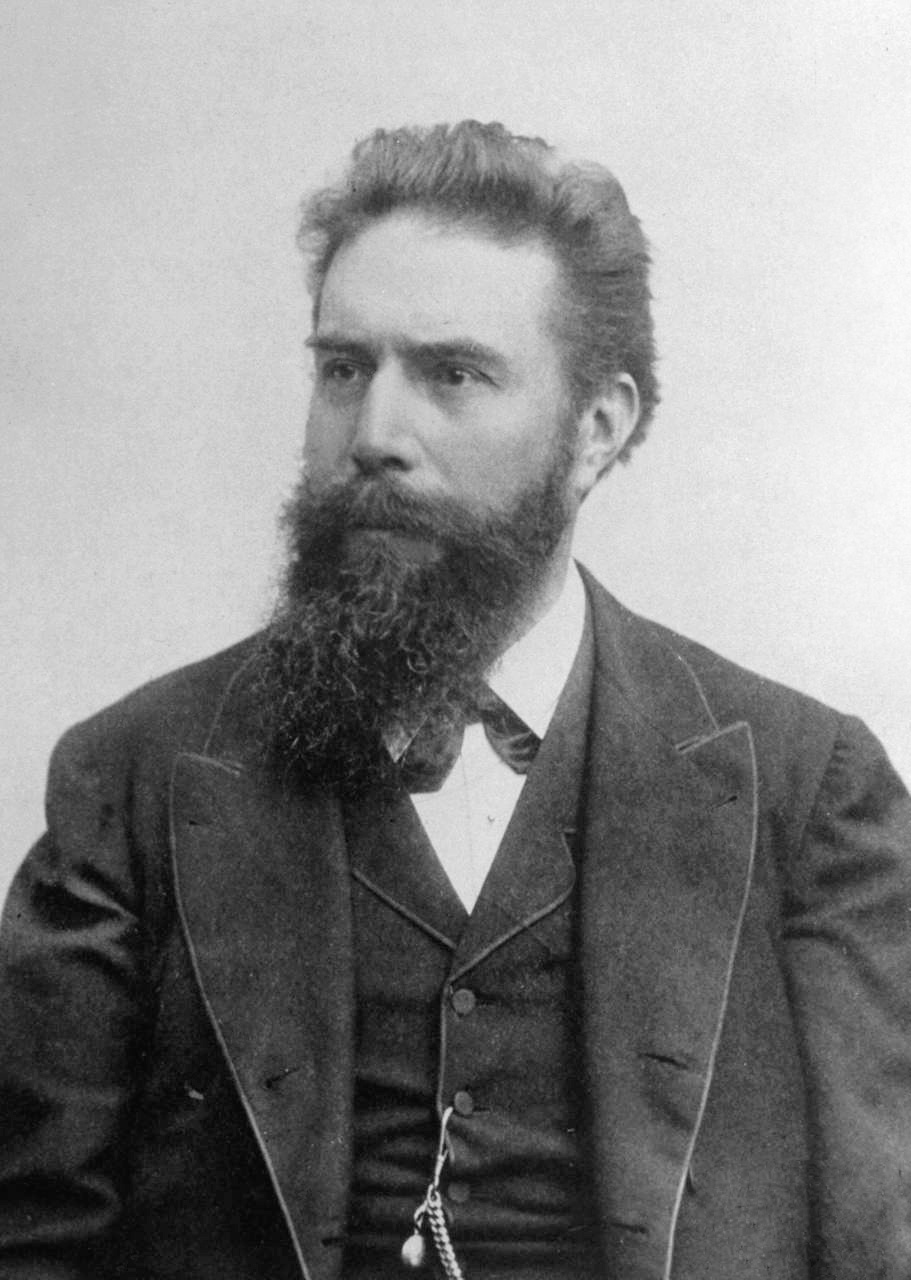
Wilhelm Röntgen – odkrywca promieniowania rentgenowskiego

### Odkrycie
Roentgen został po raz pierwszy zsyntetyzowany 8 grudnia 1994 roku przez międzynarodowy zespół kierowany przez Sigurda Hofmanna w Instytucie Badań Ciężkich Jonów (GSI) w Darmstadt w Niemczech. Otrzymany został w wyniku bombardowania 64Ni jonami 209Bi. W doświadczeniu zaobserwowano pojedynczy atom izotopu 272Rg:
20983Bi + 6428Ni → 272111Rg + 10n
W 2001 roku IUPAC oraz IUPAP poinformowały o nieuznaniu tego odkrycia ze względu na niedostateczne dowody na jego potwierdzenie. Zespół z GSI powtórzył swoje doświadczenie w 2002 roku, potwierdzając jego prawidłowość poprzez wytworzenie kolejnych trzech atomów pierwiastka.

### Nazewnictwo
Przed oficjalnym nadaniem ostatecznej nazwy pierwiastek 111 określany był jako unununium (Uuu), zgodnie z regułami nazewnictwa nowych pierwiastków chemicznych. Międzynarodowa nazwa roentgenium (a za nią polska: roentgen) i symbol Rg została zaproponowana przez naukowców z Instytutu Badań Ciężkich Jonów dla uhonorowania niemieckiego fizyka Wilhelma Conrada Röntgena, odkrywcy „promieni X”, znanych współcześnie jako promieniowanie rentgenowskie. Nazwa ta została zaakceptowana przez IUPAC 1 listopada 2004.

## Izotopy
Roentgen nie ma ani stabilnych, ani naturalnie występujących izotopów. W laboratoriach zsyntetyzowane zostało kilka radioaktywnych izotopów tego pierwiastka, zarówno poprzez przeprowadzenie reakcji syntezy jąder lżejszych pierwiastków, jak i stopniowy rozpad cięższych jąder. Do roku 2013 otrzymano i potwierdzono istnienie 7 izotopów o liczbach masowych 272, 274 i 278–282, spośród których 272Rg oraz 274Rg mają znaną, lecz niepotwierdzoną metastabilność. Każdy z nich ulega rozpadowi alfa, oprócz 282Rg, w którym zachodzi samorzutne rozszczepienie jądra atomowego.
| Izotop | o.p.r.  | s.r.   | Rok odkrycia | Reakcja powstawania |
| ------ | ------- | ------ | ------------ | ------------------- |
| 272Rg  | 3,8 ms? | α      | 1994         | 209Bi(64Ni,n)       |
| 273Rg  | 5? ms   | α?     | nieznany     | –                   |
| 274Rg  | 6,4 ms  | α      | 2004         | 278Nh(–,α)          |
| 275Rg  | 10? ms  | α?     | nieznany     | –                   |
| 276Rg  | 100? ms | α, SF? | nieznany     | –                   |
| 277Rg  | 1? s    | α, SF? | nieznany     | –                   |
| 278Rg  | 4,2 ms  | α      | 2006         | 282Nh(–,α)          |
| 279Rg  | 0,17 s  | α      | 2003         | 287Mc(–,2α)         |
| 280Rg  | 3,6 s   | α      | 2003         | 288Mc(–,2α)         |
| 281Rg  | 26 s    | α, SF  | 2009         | 293Ts(–,3α)         |
| 282Rg  | 0,5 s   | α      | 2009         | 294Ts(–,3α)         |
| 283Rg  | 10? min | α, SF? | nieznany     | –                   |

Najstabilniejszym znanym izotopem roentgenu jest 281Rg, z okresem połowicznego rozpadu wynoszącym 26 sekund. 280Rg ma o.p.r. wynoszący ponad 3 sekundy, a 282Rg i 279Rg odpowiednio 0,5 i 0,17 sekundy. Okres półtrwania pozostałych czterech znanych izotopów wynosi między 1 a 10 milisekund. Szacuje się, iż nieodkryty 287Rg byłby izotopem najstabilniejszym i ulegałby rozpadowi beta (inaczej niż izotopy już otrzymane). Dla nieznanych izotopów 277Rg i 283Rg również oczekuje się stosunkowo dużej stabilności, ich czas rozpadu szacowany jest na odpowiednio 1 sekundę oraz 10 minut. Do obliczeń tych należy podchodzić z ostrożnością, gdyż np. dla 278Rg, 281Rg i 282Rg przed ich odkryciem oczekiwano okresu półtrwania wynoszącego odpowiednio 1 sekundę, 1 minutę oraz 4 minuty, a w rzeczywistości wynosi on 4,2 ms, 26 s i 0,5 s.

## Właściwości

### Przewidywane właściwości fizyczne oraz atomowe
W warunkach normalnych roentgen jest przypuszczalnie ciałem stałym i krystalizuje w układzie regularnym przestrzennie centrowanym (w przeciwieństwie do swoich kongenerów, które mają budowę ściennie centrowaną) ze względu na przypuszczalne różnice w gęstości ładunku elektrycznego. Powinien być on bardzo ciężkim metalem o gęstości około 28,7 g/cm³; dla porównania, najgęstszym znanym pierwiastkiem o zmierzonej gęstości jest osm, którego gęstość wynosi 22,61 g/cm³. Wynika to z dużej masy atomowej oraz efektów relatywistycznych. Obecnie nie ma możliwości zmierzenia jego rzeczywistej gęstości ze względu na zbyt duże ilości materiału koniecznego do wykonania takiego pomiaru.
Stabilne pierwiastki grupy 11: miedź, srebro i złoto mają konfiguracje elektronową nd10(n+1)s1. Dla każdego z tych pierwiastków konfiguracja każdego pierwszego stanu wzbudzonego ich atomów to nd9(n+1)s2. Ze względu na sprzężenie spinowo-orbitalne pomiędzy elektronami d stan ten jest podzielony na dwa poziomy energii. W przypadku miedzi różnica w energii pomiędzy stanem podstawowym a najniższym stanem wzbudzonym powoduje jej czerwonobrunatne zabarwienie. W srebrze luka energetyczna poszerza się, w wyniku czego ma ono kolor srebrny. Ponieważ w miarę wzrostu liczby atomowej stan wzbudzony ulega stabilizacji przez efekty relatywistyczne, w atomie złota luka ponownie się zmniejsza i pierwiastek ma zabarwienie żółte. Obliczenia wykazały, że konfiguracja elektronowa typu nd9(n+1)s2 jest dla roentgenu tak stabilna, iż stan 6d97s2 powinien być stanem podstawowym, a 6d107s1 pierwszym stanem wzbudzonym. Różnica w poziomach energii obu stanów jest podobna do różnic występujących w srebrze, przez co roentgen prawdopodobnie ma barwę srebrną. Szacowana wielkość promienia atomowego roentgenu wynosi ok. 138 pm.

### Przewidywane właściwości chemiczne
Roentgen jest dziewiątym metalem przejściowym z okresu 7 układu okresowego (ma 9 elektronów na orbitalu 6d). Od kiedy kopernik (l.a. 112) został uznany za metal przejściowy, uważa się, iż wszystkie pierwiastki od 104 do 112 tworzą czwarty okres bloku metali przejściowych. Wartości energii jonizacji, promienia atomowego oraz promienia jonowego atomu roentgenu powinny być podobne do jego lżejszego pierwiastka homologicznego – złota, co oznacza, iż będą one przypominać właściwości innych miedziowców, jednakże wystąpić mogą między nimi drobne różnice.
Przewiduje się, iż roentgen wykazywać może cechy metalu szlachetnego. Na podstawie najstabilniejszych stopni utlenienia lżejszych pierwiastków z 11 grupy wnioskuje się, iż roentgen jest stabilny na V, III i −I oraz mniej stabilny na I stopniu utlenienia. Oczekuje się, że najstabilniejszy powinien być III stopień utlenienia. Przypuszcza się, że roentgen(III) ma podobną reaktywność co złoto(III), lecz powinien być trwalszy i tworzyć więcej związków. Złoto tworzy również stabilne związki na −I stopniu utlenienia dzięki efektom relatywistycznym. Zakłada się, że podobnie jest w przypadku roentgenu. Z drugiej strony wartość powinowactwa elektronowego roentgenu szacuje się na ok. 1,6 eV, znacznie mniej od wartości dla złota, wynoszącej 2,3 eV, co oznacza, iż związki roentgenu mogą być niestabilne lub nawet wcale nie istnieć. Orbital 6d jest destabilizowany przez efekty relatywistyczne i sprzężenie spinowo-orbitalne występujące dla pierwiastków z końca czwartego okresu bloku metali przejściowych, co sprawia, że pierwiastki te na wyższym stopniu utlenienia, np. Rg(V) lub Cn(IV), powinny być stabilniejsze od swoich lżejszych homologów, takich jak rtęć(IV) lub złoto(V) (które występują tylko dla fluorków tych pierwiastków: HgF4 i AuF5), ponieważ elektrony z orbitalu 6d uczestniczą w wiązaniu w większym stopniu. Oddziaływania spinowo-orbitalne powinny stabilizować związki roentgenu z wiązaniami z większym udziałem elektronów wiążących z orbitala 6d. Przypuszcza się, że RgF−
6 jest bardziej stabilny od RgF−
4, który z kolei powinien być stabilniejszy od RgF2-. Otrzymanie roentgenu(I) prawdopodobnie jest trudne.
Spodziewane właściwości chemiczne roentgenu wzbudziły większe zainteresowanie niż dwóch pierwiastków odkrytych przed nim, meitneru i darmsztadtu, ponieważ w jego przypadku oczekuje się najsilniejszego relatywistycznego skurczenia walencyjnego orbitalu s. Obliczenia wykonane na wodorku roentgenu(I), RgH, pokazały, że efekt relatywistyczny podwoił siłę wiązania pomiędzy atomami roentgenu i wodoru, pomimo osłabienia sprzężenia spinowo-orbitalnego o 0,7 eV. Obliczenia dla związków typu AuX i RgX również wskazują na niezaniedbywalne efekty relatywistyczne w związkach roentgenu. Oczekuje się też, że Rg+ powinien być najmiększy wśród jonów metali, miększy nawet od kationu Au+.

### Problemy doświadczalne
Właściwości chemiczne roentgenu nie zostały określone doświadczalnie w sposób jednoznaczny ze względu na zbyt małą ilość otrzymanego materiału. Do badań chemii transaktynowców wytworzone muszą być co najmniej cztery atomy, których okres półtrwania wynosi minimum 1 sekundę, a wydajność produkcji umożliwiać musi tworzenie przynajmniej jednego atomu tygodniowo. Mimo że okres półtrwania izotopu 281Rg wynosi 26 sekund, czyli wystarczająco długo, aby przeprowadzić badania chemiczne, to konieczne jest opracowanie metody produkcji roentgenu pozwalającej na prowadzanie eksperymentów trwających szereg tygodni, które umożliwiłyby uzyskanie wyników istotnych statystycznie. Ze względu na niską wydajność syntezy bardzo ciężkich pierwiastków konieczna jest automatyczna detekcja i izolacja uzyskanych atomów roentgenu, a następnie analiza ich właściwości w fazie gazowej i w roztworze. Jednakże prace nad roentgenem nie wzbudzają takiego zainteresowania jak właściwości cięższych pierwiastków – kopernika i flerowu.